# Gunnar Wennerberg
Gunnar Wennerberg (født 2. oktober 1817 i Lidköping, død 24. august 1901 på Läckö slot) var en svensk embedsmand, politiker, sangskriver og digter.
I Danmark er Gunnar Wennerberg mest kendt for "Gluntarne", en række duetter mellem den unge Uppsalastudent Glunten (upplandsk dialekt for "dreng") og den ældre magister (Magistern) om deres fælles eventyr i universitetsbyen Uppsala.